# تصفيات أوروبا لكأس العالم 2010 المجموعة الثامنة
المجموعة الثامنة من تصفيات أوروبا لكأس العالم لكرة القدم 2010 ضمت منتخبات إيطاليا ، بلغاريا ، أيرلندا ، قبرص ، جورجيا ، و الجبل الأسود .
احتل منتخب إيطاليا صدارة المجموعة وتأهل مباشرة إلى بطولة كأس العالم بينما تأهل وصيفه منتخب أيرلندا إلى الملحق الأوروبي .

## الترتيب
| فريق            | نقاط | +/- | عليه | له | خ | ت | ف | لعب |
| --------------- | ---- | --- | ---- | -- | - | - | - | --- |
| إيطاليا         | 24   | 11+ | 7    | 18 | 0 | 3 | 7 | 10  |
| جمهورية أيرلندا | 18   | 4+  | 8    | 12 | 0 | 6 | 4 | 10  |
| بلغاريا         | 14   | 4+  | 13   | 17 | 2 | 5 | 3 | 10  |
| قبرص            | 9    | 2−  | 16   | 14 | 5 | 3 | 2 | 10  |
| الجبل الأسود    | 9    | 5−  | 14   | 9  | 3 | 6 | 1 | 10  |
| جورجيا          | 3    | 12− | 19   | 7  | 7 | 3 | 0 | 10  |

## النتائج
| جورجيا            | 1 – 2   | جمهورية أيرلندا                |
| ----------------- | ------- | ------------------------------ |
| ليفان كينيا 90+2' | التقرير | كيفن دويل 13' · غلين ويلان 70' |

| الجبل الأسود                                         | 2 – 2   | بلغاريا                                 |
| ---------------------------------------------------- | ------- | --------------------------------------- |
| ميركو فوسينيتش 61' · ستيفان يوفيتيتش 82' (ركلة جزاء) | التقرير | ستيلان بتروف 11' · بلاغوي جورجييف 90+2' |

| قبرص                    | 1 – 2   | إيطاليا                     |
| ----------------------- | ------- | --------------------------- |
| إفستاتيوس ألونيفتيس 28' | التقرير | أنطونيو دي ناتالي 8'، 90+2' |

| الجبل الأسود | 0 – 0   | جمهورية أيرلندا |
| ------------ | ------- | --------------- |
|              | التقرير |                 |

| إيطاليا                  | 2 – 0   | جورجيا |
| ------------------------ | ------- | ------ |
| دانييلي دي روسي 17'، 89' | التقرير |        |

| جورجيا                | 1 – 1   | قبرص                    |
| --------------------- | ------- | ----------------------- |
| ليفان كوبياتشفيلي 73' | التقرير | ميخاليس كونستانتينو 66' |

| بلغاريا | 0 – 0   | إيطاليا |
| ------- | ------- | ------- |
|         | التقرير |         |

| جورجيا | 0 – 0   | بلغاريا |
| ------ | ------- | ------- |
|        | التقرير |         |

| جمهورية أيرلندا | 1 – 0   | قبرص |
| --------------- | ------- | ---- |
| روبي كين 5'     | التقرير |      |

| إيطاليا                  | 2 – 1   | الجبل الأسود       |
| ------------------------ | ------- | ------------------ |
| ألبيرتو أكويلاني 8'، 29' | التقرير | ميركو فوسينيتش 19' |

| جمهورية أيرلندا               | 2 – 1   | جورجيا             |
| ----------------------------- | ------- | ------------------ |
| روبي كين 73' (ركلة جزاء)، 78' | التقرير | ألكسندر ياشفيلي 1' |

| قبرص                                            | 2 – 1   | جورجيا                            |
| ----------------------------------------------- | ------- | --------------------------------- |
| ميخاليس كونستانتينو 33' · ديميتريس خريستوفي 56' | التقرير | ليفان كوبياتشفيلي 71' (ركلة جزاء) |

| الجبل الأسود | 0 – 2   | إيطاليا                                             |
| ------------ | ------- | --------------------------------------------------- |
|              | التقرير | أندريا بيرلو 11' (ركلة جزاء) · جيامباولو بازيني 73' |

| جمهورية أيرلندا | 1 – 1   | بلغاريا                  |
| --------------- | ------- | ------------------------ |
| ريتشارد دن 1'   | التقرير | كيفن كيلبان 74' (بالخطأ) |

| بلغاريا                                  | 2 – 0   | قبرص |
| ---------------------------------------- | ------- | ---- |
| إيفيلين بوبوف 8' · ديميتار ماكرييف 90+4' | التقرير |      |

| جورجيا | 0 – 0   | الجبل الأسود |
| ------ | ------- | ------------ |
|        | التقرير |              |

| إيطاليا               | 1 – 1   | جمهورية أيرلندا |
| --------------------- | ------- | --------------- |
| فينشينسو ياكوينتا 10' | التقرير | روبي كين 87'    |

| بلغاريا             | 1 – 1   | جمهورية أيرلندا |
| ------------------- | ------- | --------------- |
| ديميتار تلكيسكي 29' | التقرير | ريتشارد دن 24'  |

| قبرص                                                   | 2 – 2   | الجبل الأسود              |
| ------------------------------------------------------ | ------- | ------------------------- |
| ميخاليس كونستانتينو 13' · كريسيس مايكل 45' (ركلة جزاء) | التقرير | ديان داميانوفيتش 65'، 77' |

| بلغاريا                                                                                       | 4 – 1   | الجبل الأسود       |
| --------------------------------------------------------------------------------------------- | ------- | ------------------ |
| رادوستين كيشيشيف 45+1' · ديميتار تلكيسكي 49' · ديميتار برباتوف 83' · فاليري دوموفتشيسكي 90+1' | التقرير | ستيفان يوفيتيتش 9' |

| جورجيا | 0 – 2   | إيطاليا                                 |
| ------ | ------- | --------------------------------------- |
|        | التقرير | كاخا كالادزه 56' (بالخطأ)، 66' (بالخطأ) |

| قبرص             | 1 – 2   | جمهورية أيرلندا             |
| ---------------- | ------- | --------------------------- |
| ماريوس إيليا 30' | التقرير | كيفن دويل 5' · روبي كين 83' |

| الجبل الأسود                   | 1 – 1   | قبرص              |
| ------------------------------ | ------- | ----------------- |
| ميركو فوسينيتش 56' (ركلة جزاء) | التقرير | إيوانيس أوكاس 63' |

| إيطاليا                                 | 2 – 0   | بلغاريا |
| --------------------------------------- | ------- | ------- |
| فابيو غروسو 11' · فينشينسو ياكوينتا 40' | التقرير |         |

| قبرص                                                                                   | 4 – 1   | بلغاريا             |
| -------------------------------------------------------------------------------------- | ------- | ------------------- |
| كونستانتينوس كارالامبيديس 11'، 20' · ميخاليس كونستانتينو 58' · إفستاتيوس ألونيفتيس 78' | التقرير | ديميتار برباتوف 44' |

| الجبل الأسود                               | 2 – 1   | جورجيا                  |
| ------------------------------------------ | ------- | ----------------------- |
| رادوسلاف باتاك 13' · أندريا ديليباشيتش 78' | التقرير | فلاديمير دفاليشفيلي 45' |

| جمهورية أيرلندا                    | 2 – 2   | إيطاليا                                      |
| ---------------------------------- | ------- | -------------------------------------------- |
| غلين ويلان 8' · شون سانت ليدجر 87' | التقرير | ماورو كامورانيزي 26' · ألبيرتو جيلاردينو 90' |

| بلغاريا                                                                     | 6 – 2   | جورجيا                                                      |
| --------------------------------------------------------------------------- | ------- | ----------------------------------------------------------- |
| ديميتار برباتوف 6'، 23'، 35' · مارتن بتروف 14'، 44' · ستانيسلاف أنجيلوف 31' | التقرير | فلاديمير دفاليشفيلي 34' · ليفان كوبياتشفيلي 51' (ركلة جزاء) |

| إيطاليا                           | 3 – 2   | قبرص                                         |
| --------------------------------- | ------- | -------------------------------------------- |
| ألبيرتو جيلاردينو 78'، 81'، 90+2' | التقرير | كونستانتينوس ماكريديس 12' · كريسيس مايكل 48' |

| جمهورية أيرلندا | 0 – 0   | الجبل الأسود |
| --------------- | ------- | ------------ |
|                 | التقرير |              |

## الهدافون
تم تسجيل 77 هدف في 30 مباراة بمعدل 2.56 هدف لكل مباراة .
| المركز | اللاعب                    | المنتخب         | الأهداف |
| ------ | ------------------------- | --------------- | ------- |
| 1      | ديميتار برباتوف           | بلغاريا         | 5       |
| 1      | روبي كين                  | جمهورية أيرلندا | 5       |
| 2      | ميخاليس كونستانتينو       | قبرص            | 4       |
| 2      | ألبيرتو جيلاردينو         | إيطاليا         | 4       |
| 3      | ليفان كوبياتشفيلي         | جورجيا          | 3       |
| 3      | ميركو فوسينيتش            | الجبل الأسود    | 3       |
| 4      | ديميتار تلكيسكي           | بلغاريا         | 2       |
| 4      | مارتن بتروف               | بلغاريا         | 2       |
| 4      | إفستاتيوس ألونيفتيس       | قبرص            | 2       |
| 4      | كونستانتينوس كارالامبيديس | قبرص            | 2       |
| 4      | كريسيس مايكل              | قبرص            | 2       |
| 4      | إيوانيس أوكاس             | قبرص            | 2       |
| 4      | فلاديمير دفاليشفيلي       | جورجيا          | 2       |
| 4      | ريتشارد دن                | جمهورية أيرلندا | 2       |
| 4      | كيفن دويل                 | جمهورية أيرلندا | 2       |
| 4      | غلين ويلان                | جمهورية أيرلندا | 2       |
| 4      | ألبيرتو أكويلاني          | إيطاليا         | 2       |
| 4      | دانييلي دي روسي           | إيطاليا         | 2       |
| 4      | أنطونيو دي ناتالي         | إيطاليا         | 2       |
| 4      | فينشينسو ياكوينتا         | إيطاليا         | 2       |
| 4      | ديان داميانوفيتش          | الجبل الأسود    | 2       |
| 4      | ستيفان يوفيتيتش           | الجبل الأسود    | 2       |

هدف واحد
| بلغاريا - ستانيسلاف أنجيلوف - فاليري دوموفتشيسكي - بلاغوي جورجييف - رادوستين كيشيشيف - ديميتار ماكرييف - ستيلان بتروف - إيفيلين بوبوف قبرص - ديميتريس خريستوفي - ماريوس إيليا | جورجيا - ألكسندر ياشفيلي - ليفان كينيا إيطاليا - ماورو كامورانيزي - فابيو غروسو - جيامباولو بازيني - أندريا بيرلو جمهورية أيرلندا - شون سانت ليدجر | الجبل الأسود - رادوسلاف باتاك - أندريا ديليباشيتش هدف هكسي هدفين - كاخا كالادزه (لصالح إيطاليا) هدف - كيفن كيلبان (لصالح بلغاريا) |

## الحضور
| المنتخب         | الأعلى | الأقل  | المتوسط |
| --------------- | ------ | ------ | ------- |
| بلغاريا         | 45,000 | 700    | 22,432  |
| قبرص            | 6,000  | 1,500  | 3,878   |
| جورجيا          | 40,000 | 4,500  | 25,550  |
| إيطاليا         | 48,000 | 15,009 | 27,291  |
| الجبل الأسود    | 12,000 | 4,000  | 8,184   |
| جمهورية أيرلندا | 70,670 | 36,442 | 53,589  |